# Cloeodes redactus
Cloeodes redactus is een haft uit de familie Baetidae. De wetenschappelijke naam van de soort werd voor het eerst geldig gepubliceerd in 1987 door Waltz & McCafferty.
De soort komt voor in het Neotropisch gebied.